# Бокніца
Бокніца (рум. Bocnița) — село у повіті Ясси в Румунії. Входить до складу комуни Сінешть.
Село розташоване на відстані 314 км на північ від Бухареста, 30 км на захід від Ясс.

## Населення
За даними перепису населення 2002 року у селі проживали 356 осіб, усі — румуни. Усі жителі села рідною мовою назвали румунську.